# Jimmi Madsen
Jimmi Madsen (Copenhague, 4 de enero de 1969) es un deportista danés que compitió en ciclismo en la modalidad de pista, especialista en las pruebas de persecución y madison; aunque también disputó carreras de ruta.
Participó en cuatro Juegos Olímpicos de Verano, entre los años 1988 y 2000, obteniendo una medalla de bronce en Barcelona 1992 en la prueba de persecución por equipos (junto con Ken Frost, Klaus Kynde Nielsen y Jan Bo Petersen).
Ganó dos medallas en el Campeonato Mundial de Ciclismo en Pista, plata en 1999 y bronce en 1993, y dos medallas de oro en el Campeonato Europeo de Ciclismo en Pista, en los años 1996 y 1997.

## Medallero internacional
| Juegos Olímpicos   | Juegos Olímpicos    | Juegos Olímpicos  | Juegos Olímpicos        |
| Año                | Lugar               | Medalla           | Competición             |
| ------------------ | ------------------- | ----------------- | ----------------------- |
| 1992               | Barcelona (España)  | Medalla de bronce | Persecución por equipos |
| Campeonato Mundial |                     |                   |                         |
| Año                | Lugar               | Medalla           | Competición             |
| 1993               | Hamar (Noruega)     | Medalla de bronce | Persecución por equipos |
| 1999               | Berlín (Alemania)   | Medalla de plata  | Madison                 |
| Campeonato Europeo |                     |                   |                         |
| Año                | Lugar               | Medalla           | Competición             |
| 1996               | Zúrich (Suiza)      | Medalla de oro    | Madison                 |
| 1997               | Dortmund (Alemania) | Medalla de oro    | Madison                 |

1. 1 2  Campeonato Europeo realizado sólo para la disciplina de madison.

## Palmarés en pista
- 1992
  - Medalla de bronce a los Juegos Olímpicos de Barcelona en persecución por equipos (con Jan Bueno Petersen, Ken Frost, Michael Sandstød y Klaus Kynde Nielsen)
- 1993
  - Campeón de Dinamarca de Persecución por equipos
- 1994
  - Campeón de Dinamarca de Persecución
- 1995
  - Campeón de Dinamarca de Puntuación 
  - 1.º en los Seis días de Copenhague (con Danny Clark)
  - 1.º en los Seis días de Herning (con Jens Veggerby)
- 1996
  - Campeón de Europa de Madison (con Jens Veggerby)
  - Campeón de Dinamarca de Persecución por equipos 
  - 1.º en los Seis días de Stuttgart (con Jens Veggerby)
- 1997
  - Campeón de Europa de Madison (con Jens Veggerby)
  - 1.º en los Seis días de Copenhague (con Jens Veggerby)
  - 1.º en los Seis días de Herning (con Jens Veggerby)
- 1998
  - Campeón de Dinamarca de Puntuación 
  - Campeón de Dinamarca de Persecución por equipos
  - 1.º en los Seis días de Bremen (con Jens Veggerby)
- 1999
  - Campeón de Dinamarca de Madison (con Jens Veggerby) 
  - 1.º en los Seis días de Copenhague (con Tayeb Braikia)
  - 1.º en los Seis días de Gante (con Scott McGrory)
- 2000
  - Campeón de Europa de Derny
  - Campeón de Dinamarca de Madison (con Jakob Piil) 
  - Campeón de Dinamarca de Derny 
  - Campeón de Dinamarca de Persecución
- 2001
  - Campeón de Dinamarca de Madison (con Mads Christensen) 
  - Campeón de Dinamarca de Puntuación
- 2005
  - 1.º en los Seis días de Copenhague (con Jakob Piil)

## Palmarés en ruta
- 1994
  - Vencedor de una etapa de la Vuelta en Baviera
- 1995
  - Vencedor de una etapa de la Vuelta en Baviera
- 1997
  - Campeón de Dinamarca de contrarreloj por equipos

### Resultados al Giro de Italia
- 2002. 108.º de la clasificación general